# Kurska oblast
Kurska oblast (rusko Ку́рская о́бласть) je oblast v Rusiji v Osrednjem federalnem okrožju. Na severu meji na Orjolsko oblast, na severovzhodu na Lipecko oblast, na vzhodu na Voroneško oblast, na jugu na Belgorodsko oblast, na jugozahodu in zahodu na Sumsko oblastjo v Ukrajini in na severozahodu na Brjansko oblast. Ustanovljena je bila 13. junija 1934.
Med potekajočo rusko invazijo na Ukrajino so avgusta 2024 ukrajinske sile okupirale del oblasti vključno z mestom Sudža.